# Foton Gratour ix5
Foton Gratour ix5 (кит.:伽途ix5) — субкомпактвэн производства Foton, выпускаемый с 2016 года.

## Описание
Цена на автомобиль Foton Gratour ix5 варьировалась от 41900 до 58900 юаней. Автомобиль оснащается 1,2-литровым, 4-цилиндровым, рядно расположенным двигателем внутреннего сгорания мощностью 116 л. с. Трансмиссия — механическая, пятиступенчатая.

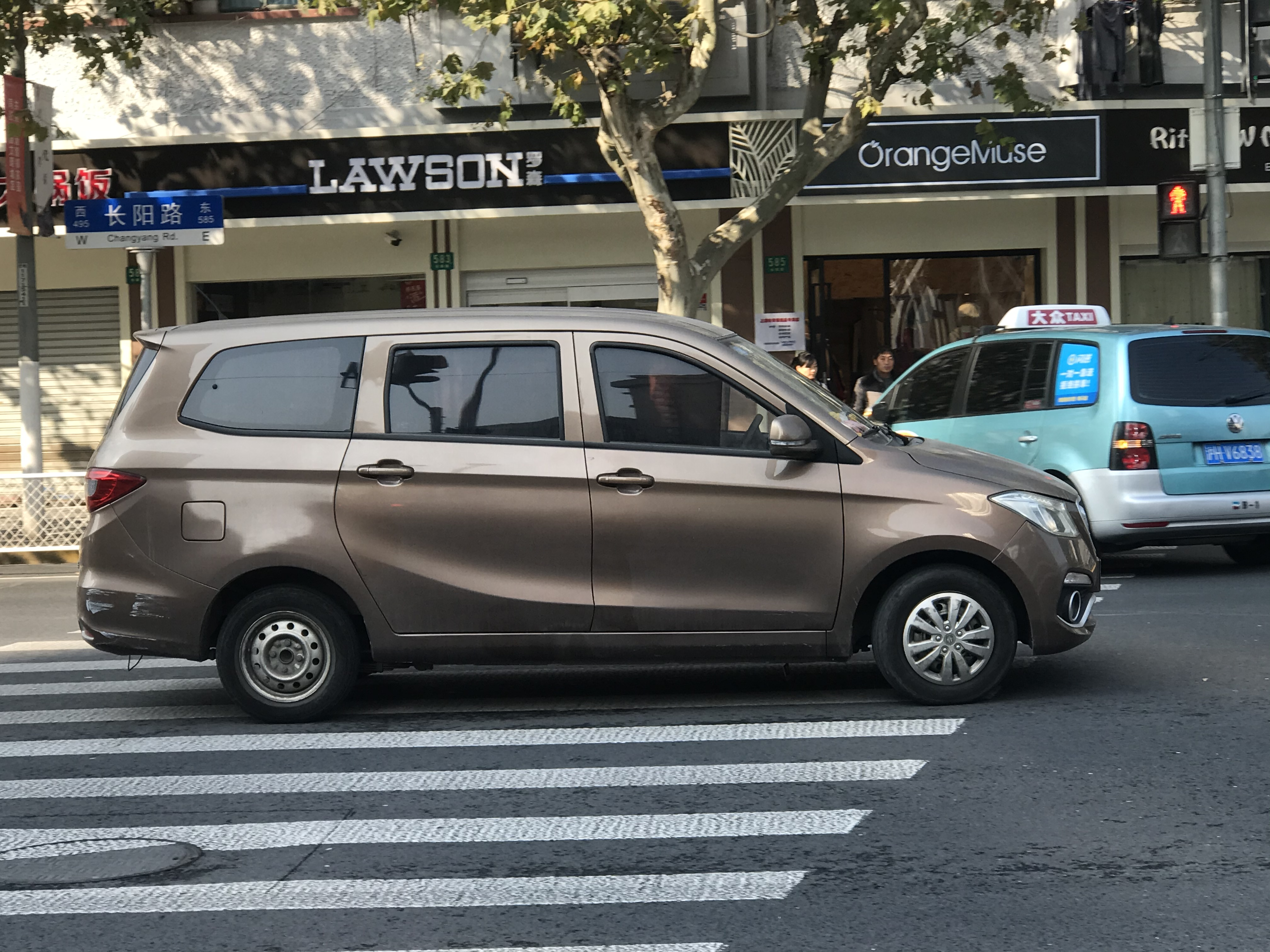
Foton Gratour ix5
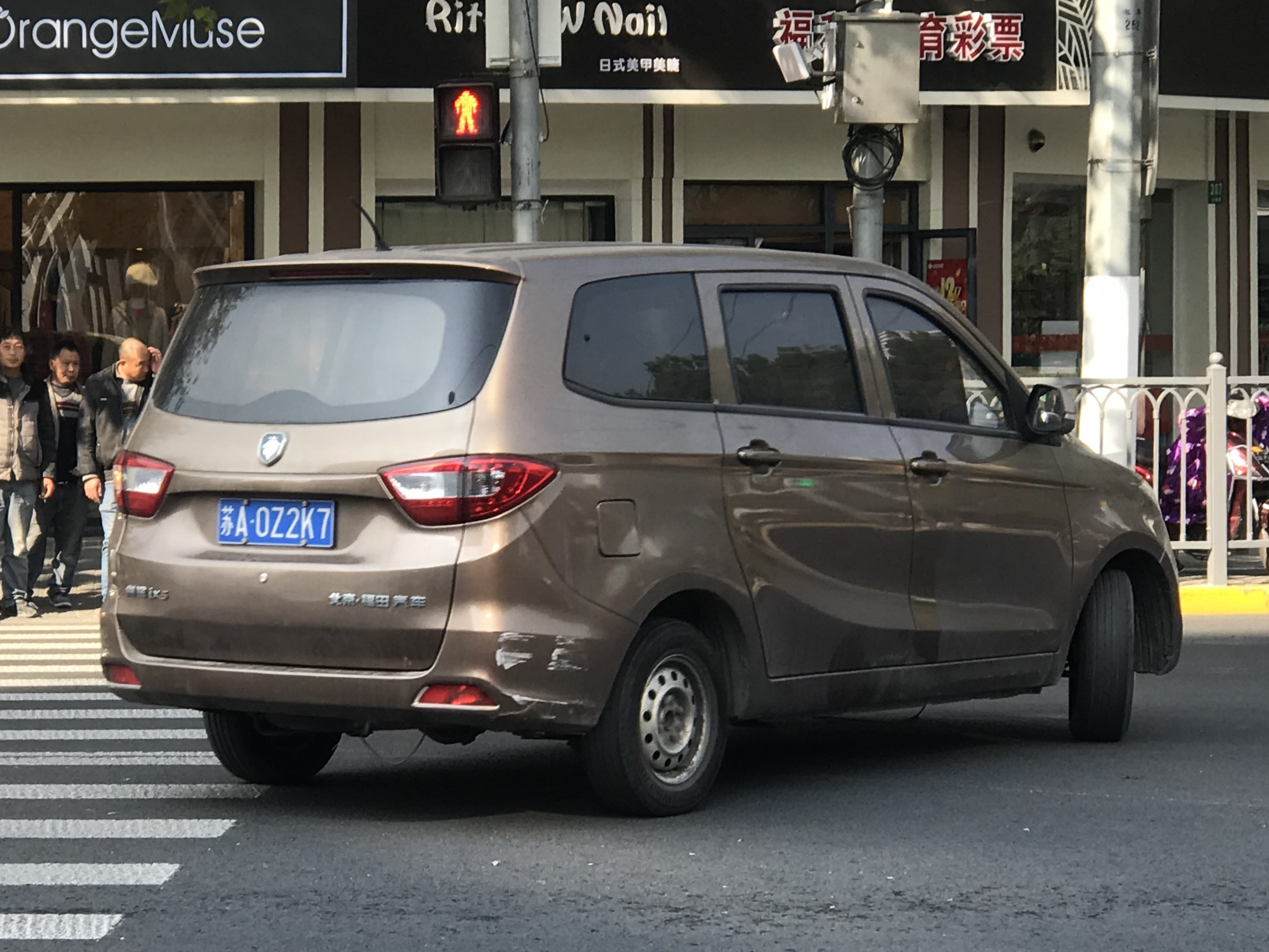
Вид сзади

## Foton Gratour ix7

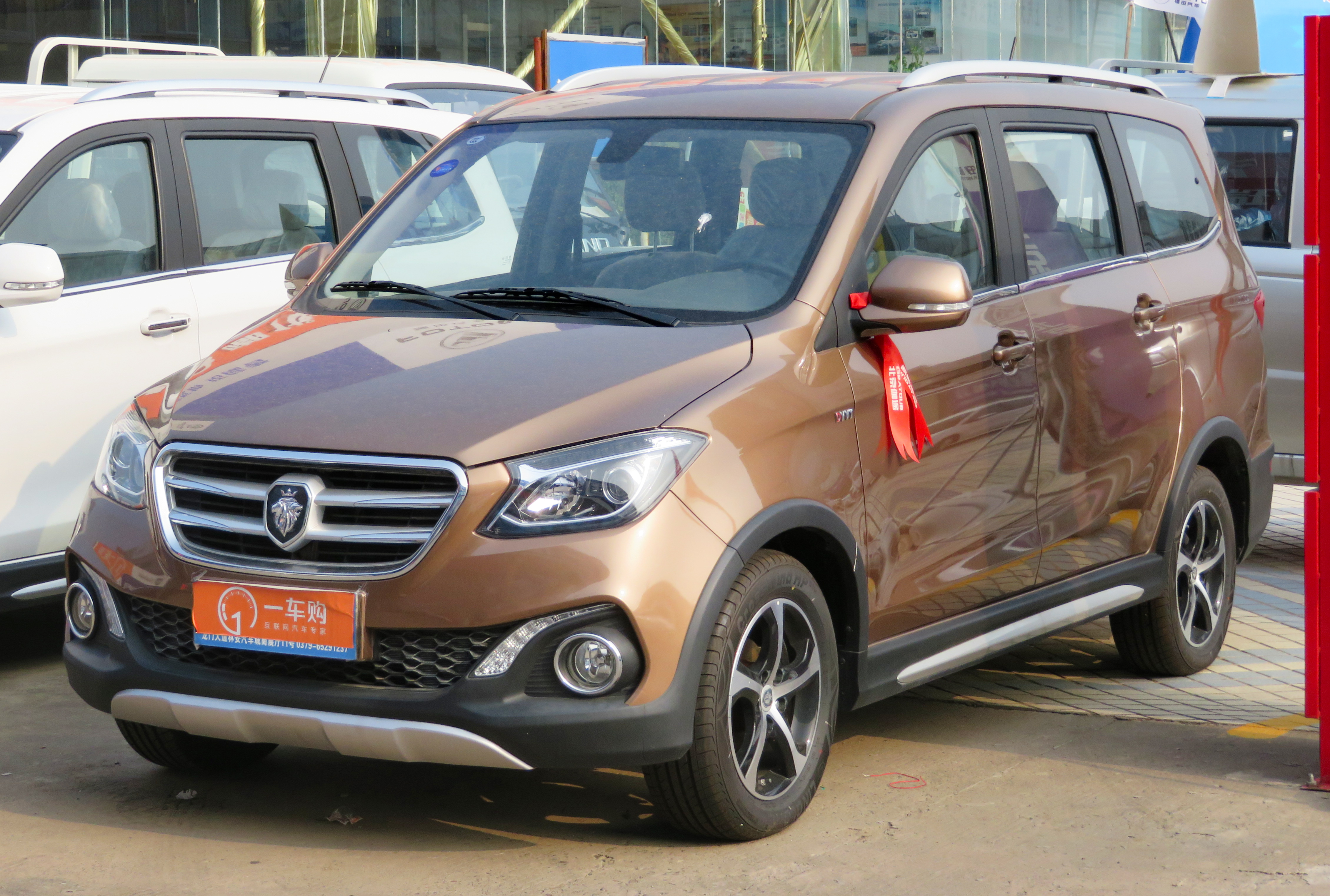
Foton Gratour ix7

Foton Gratour ix7 (кит.:伽途ix7) — модификация Foton Gratour ix5 с большим дорожным просветом и дополнительными пластиковыми деталями. Цены составляют от 53900 до 6990 юаней.
Автомобиль оснащается 1,5-литровым, 4-цилиндровым, рядно расположенным двигателем внутреннего сгорания мощностью 116 л. с. Трансмиссия — механическая, пятиступенчатая.